# Jocelyn (film)
Pour les articles homonymes, voir Jocelyn.
Pour plus de détails, voir Fiche technique et Distribution.
Jocelyn est un film français réalisé par Jacques de Casembroot, sorti en 1952.

## Synopsis
En l'an de grâce 1786, Jocelyn entre au séminaire pour devenir prêtre après avoir laissé sa part d'héritage à sa jeune sœur Julie. En 1793, à la veille d'être ordonné prêtre, il est contraint par la Révolution de se réfugier dans les Alpes où il fait la connaissance de Laurence. Tout d'abord déguisée en jeune garçon, ils se lient d'une grande amitié qui se transformera en amour lorsque Jocelyn découvrira la véritable identité de la jeune fille. Pour autant il restera fidèle à la promesse qu'il a faite au Seigneur, Jocelyn n'abandonnera pas sa foi.

## Fiche technique
- Titre : Jocelyn
- Réalisation : Jacques de Casembroot, assisté de Claude Pinoteau
- Scénario et dialogues : Dany Gérard, d'après le poème éponyme d'Alphonse de Lamartine
- Décors : Raymond Nègre
- Costumes : Marie-Ange Schlicklin
- Photographie : Roger Dormoy
- Son : Fernand Janisse
- Montage : Andrée Danis
- Musique : Jean-Jacques Grünenwald
- Producteur : Pierre Braunberger
- Société de production : Panthéon Productions
- Pays de production :  France
- Format : Noir et blanc - 1,37:1 - 35 mm - Son mono
- Genre : Drame
- Durée : 92 minutes
- Date de sortie : 
  - France : 8 mars 1952

## Distribution
- Simone Valère : Laurence
- Jean Desailly : Jocelyn
- Jean Vilar : Le supérieur du nouveau séminaire
- Germaine de France
- Gérard Buhr
- Nicole Berger : Julie, la sœur de Jocelyn
- André Carnège
- Jean Debucourt : Le parrain de Julie
- Yvette Étiévant : Sœur Louise
- Guy Favières
- Christian Melsen
- Albert Michel
- Roger Rafal
- Guy Rapp
- Alexandre Rignault : Le berger
- Jean-Michel Rouzière
- Georges Sellier